# 집단 동원
집단 동원(사회적 동원, 또는 대중동원이라고도 함)은 논쟁적 정치의 일부로 민간인을 동원하는 것을 말한다. 대규모 동원은 대면 대화를 통해 특정 개발 목표에 대한 인식과 요구를 높이기 위해 국가 및 지역 수준에서 광범위한 파트너 및 동맹을 참여시키고 동기를 부여하는 프로세스로 정의된다. 기관, 커뮤니티 네트워크, 시민 및 종교 단체 등의 구성원은 계획된 메시지와의 대화를 위해 특정 그룹의 사람들에게 도달하기 위해 조정된 방식으로 작업한다. 즉, 사회적 동원은 상호 관련되고 상호 보완적인 노력에 참여하는 다양한 플레이어를 통해 변화를 촉진한다.
그 과정은 보통 군중 회의, 행진, 퍼레이드, 행렬, 시위와 같은 큰 대중들의 모임의 형태를 취한다. 그 모임들은 보통 항의 활동의 일부이다. 대중 동원은 종종 혁명 운동을 포함한 풀뿌리 기반의 사회 운동에 의해 사용되지만, 엘리트들과 국가 자체의 도구가 될 수도 있다.
200개가 넘는 폭력 혁명과 100개가 넘는 비폭력 운동을 연구한 결과, 에리카 처노웨스는 시민 불복종이 공공 정책에 영향을 미치는 가장 강력한 방법이라는 것을 보여주었다. 그녀는 인구의 약 3.5%의 적극적 참여가 심각한 정치적 변화를 보장할 것임을 확인했다.

## 사회 운동을 위한 대규모 동원
사회 운동은 사회 또는 정치 문제에 항의하는 그룹이다. 다른 사회 운동은 대중과 정치인이 다른 사회 문제를 인식하도록 노력한다. 사회 운동의 경우 집단 행동 문제를 해결하는 것이 중요하다. 사회 운동이 사회 전체의 이익을 위해 항의 할 때 개인이 항의하지 않는 것이 더 쉽다. 개인은 결과에 도움이되지만 시위에 참여하여 위험을 감수하지는 않는다. 이것은 무임 승차 문제라고한다. 사회 운동은 사람들이 이 문제를 해결하기 위해 운동에 동참하도록 설득해야한다.

### 예
베트남 전쟁에 미국의 개입에 대한 반대 . 베트남 전쟁 동안 전쟁의 지지자들과 반대자들은 시위를 위해 동원되었다. 전쟁에 반대하는 사회 운동은 학생이나 참전 용사 그룹이었다. 이 단체들은 전쟁이 정당화되고 미국이 그곳에 주둔 한 군대를 철수해야한다고 믿지 않았다. 이러한 시위에 대응하기 위해 리처드 닉슨 대통령은 전쟁을지지 한 사람들 인 '조용한 다수'에게 전쟁을 지지하는 시위를 조직했다.
노란색 조끼 운동은 파리에서 시작된 사회 운동이다. 시위는 Emmanuel Macron 대통령이 연료세 인상을 발표하면서 시작되었다. 시위자들은 이것을 노동 계급, 일하러 운전해야하는 시골 사람들에 대한 세금으로 보았다. 처음에는 운동이 성공적이었다. 많은 사람들이 참여했고 대다수의 사람들이 그것을 지지했다. 첫 주가 지나자 운동은 무너지고 일부 파벌은 폭력적이 되었다. 시위자 수와 인구 지원이 감소했다.

## 정부 대중 동원
정부는 그들이 추진하는 대의를 지원하기 위해 대중 동원을 촉진 할 수 있다. 많은 정부가 선거 및 기타 투표 행사에 참여하도록 인구를 동원하려고 한다. 특히, 모든 국가의 정당이 정당에 대한 지지를 얻기 위해 유권자를 동원 할 수 있는 것이 중요하며, 이는 일반적으로 투표율에 영향을 미친다.

### 예
나치 독일은 정책에 대한지지를 얻기 위해 대량 동원 기술을 적용했다. 나치당은 대중 회의, 퍼레이드 및 기타 모임으로 인구를 동원했다. 이 사건들은 사람들의 감정을 불러 일으켰다 .
북한은 중요한 행사와 명절에 대해 공개적으로 충성심을 표현하기 위해 사람들을 모으기 위해 대중 동원을 자주 사용한다. 동원은 또한 건설, 농장 작업, 공공 장소 청결 유지, 긴급 재난 구호와 같은 작업을 위해 인력을 확보하는 데 사용된다. 대규모 동원은 또한 하드 화폐를 획득하는 데 사용된다. 동원 캠페인에 참여하는 것은 필수이며 나타나지 않을 경우 벌금이 부과 될 수 있다. 그러나 일부의 경우 의무에서 벗어나 자신에게 뇌물을 줄 수 있다.

## 소셜 미디어의 대규모 동원
대중 동원에 대한 소셜 미디어의 영향은 부정적 일 수도 있고 긍정적일 수도 있다. 사이버 낙관주의 자들은 소셜 미디어가 시위를 조직하기 쉽게한다고 믿는다. 정치 아이디어는 소셜 미디어에 빠르게 퍼져 모든 사람이 온라인 정치 활동에 참여할 수 있다. Ruijgruk는 인터넷이 권위주의 정권에서 사람들을 동원하는 데 도움이되는 네 가지 메커니즘을 확인했다.
- 반대의 위험을 줄여준다. 온라인에서 정치적으로 활동하는 것은 거리에서 활동하는 것보다 덜 위험하다. 야당은 물리적 인 장소에서 만날 필요없이 온라인으로 만나 시위를 조직할 수 있다.

- 시민의 태도를 바꿀 수 있다. 정부와 무관 한 뉴스가 온라인으로 전파 될 때 사람들은 정부에 대한보다 정직한 이미지를 얻게 될 것이다. 장기적으로는 자신의 삶에 만족하는 사람들도 정치적으로 활동하고 정권에 대한 항의에 동원 될 수 있다.
- 개인의 불확실성을 줄여준다. 사람들이 많은 사람들이 시위에 참석하는 것을 볼 때 사람들은 더 많이 참여할 의향이 있다. 시위에 많은 사람들이있을 때 처벌을받을 위험은 더 낮다.
- 드라마틱 한 비디오와 사진이 온라인에서 공유되면 더 많은 사람들에게 다가 갈 수 있다. 그 이미지를 보게 된 사람들은 시위에 참여하는 경향이 더 강하다.

사이버 비관론자들은 이러한 온라인 행동이 미치는 영향을 지적한다. 정치적 게시물을 좋아하거나 공유함으로써 누군가가 정치적으로 활동적이라고 생각할 수 있지만 실제로는 효과적인 일을하지 못하고 있다. 이 쓸모없는 행동주의 또는 슬래시 비즘은 사회 운동의 전반적인 목표에 기여하지 않는다. 또한 집단 행동 문제가 증가한다. 누군가는 자신이 이미 원인에 기여했다고 생각할 수 있으므로 신체적 시위를 할 가능성이 적다.
소셜 미디어는 또한 사회를 확인하기 위해 국가에서 사용된다. 권위주의 국가는 소셜 미디어를 사용하여 활동가와 정치적 반대자를 추적하고 처벌한다. 이를 수행하는 방법에는 여러 가지가 있다. 국가 주도 인터넷 제공 업체는 독점적 위치를 사용하여 인터넷 행동에 대한 정보를 비밀 서비스에 제공 할 수 있다. 이러한 공급자는 정부가 아랍의 봄에 일어난 대규모 동원에 직면 할 경우 인터넷을 종료 할 수도 있다.
당국의 눈에 띄지 않게 조직하기 위해 사람들은 WhatsApp 또는 Telegram과 같은 암호화 된 온라인 메시징 서비스를 사용한다. 가상 사설망도 사용할 수 있다.

### 예
DARPA 네트워크 챌린지
태그 도전

#### 아랍의 봄
아랍의 봄은 2010년 12월 18일에 시작된 아랍 세계에서 일어난 시위와 항의의 혁명적인 물결이었다. 통치자들은 튀니지, 이집트, 리비아, 및 예멘에서 권력에서 강제로 쫓겨났다. 시민 봉기가 없었 바레인 및 시리아 ; 알제리, 이라크, 요르단, 쿠웨이트, 모로코,, 오만에서 주요 시위가 일어났다. 레바논, 모리타니, 사우디 아라비아, 수단, 및 서사하라에서 사소한 시위가 벌어졌다. 2011년 5월 이스라엘 국경에서의 충돌, 이란 쿠제 스탄에서 아랍 소수에 의한 시위  또한 지역 아랍의 봄에서 영감을 받았다.
시위는 파업, 시위, 행진, 집회, 그리고 정부의 탄압 및 인터넷 검열 시도에 직면하여 조직, 의사 소통 및 인식을 높이기 위해 소셜 미디어를 사용하는 지속적인 캠페인에서 주로 시민 저항의 기술을 공유했다.

## 비폭력 vs 폭력 전술
Donatella della Porta 와 Sidney Tarrow 에 따르면, 집단 행동주기의 감소 단계에서 폭력을 생성하는 메커니즘은 사회 운동의 여러 부문에서 발생하는 경쟁의 결과이다. 그들은 함께 집단 동원이 줄어들면 정치적 폭력이 규모와 강도가 높아진다는 이론을 형성했다.

### 예

#### 이탈리아
1965년과 1975년 사이에 이탈리아에서 일어난 대규모 시위의 물결에 대한 그의 연구에서 Sidney Tarrow 는“[i]주기의 마지막 단계에서 타인에 대한 고의적 인 폭력 사용이 증가했다. 그러나 이러한 증가는 그 연장이 아니라 대중 시위의 쇠퇴에 따른 것이었다. 실제로, 의도적인 표적 폭력은 다른 모든 형태의 집단 행동이 거부 된 1972-3년까지 보편화되지 않았다.” 이 모든 것이 그를“조직화 된 폭력은 동원 해제의 산물”이라고 강하게 결론 짓게한다.  Donatella della Porta는 1960년부터 1990년 사이에 이탈리아와 독일의 정치적 폭력과 시위 사이클에 대한 비교분석에서 "대중 동원이 감소했을 때, 소규모 집단은 보다 조직적인 형태의 폭력으로 되돌아갔다"고 주장한다.

#### 소련
Mark R. Beissinger는 1987년과 1992년 사이 소련의 항의와 민족 주의적 폭력의주기에 대한 연구에서 이러한 패턴을 발견했다. 그가 말했듯이 "소련에서 폭력의 증가는 공화당 국경을 다투는 비폭력 동원의 쇠퇴와 관련이 있었다."

#### 러시아
1870년대, 러시아 무정부주의의 변종인 "포퓰리스트" 또는 "니힐리스트"는 소위 "국민 순례"를 조직했는데, 이 순례는 소작농들을 혁명 필요성에 대해 설득하기 위해 작은 마을로 들어가는 도시, 작은 부르주아 지식인 집단들을 포함한다. 그러나 그들의 노력은 농민들에게 거의 영향을 미치지 않았고, 이 끔찍한 경험 후에 그들은 테러 전술을 채택하기로 결정을 내렸다.

## 같이 보기
- 자원 유통

## 추가 자료
- Peter Kenez, The Birth of the Propaganda State : Soviet Methods of Mass Mobilization, 1917-1929, Cambridge University Press, 1985,ISBN 978-0-521-31398-8